# Venta de esclavos en Roma
Venta de esclavos en Roma  (en francés: Vente d'esclaves à Rome) es una pintura al óleo sobre lienzo del pintor francés Jean-Léon Gérôme, de 92 x 74 cm, realizada alrededor de 1884.
Se presentó en la exposición de pintura y escultura de 1884 junto con Noche en el desierto.
Una de sus obras más conocidas, el cuadro se conserva actualmente en el Museo del Hermitage de San Petersburgo.

## Descripción

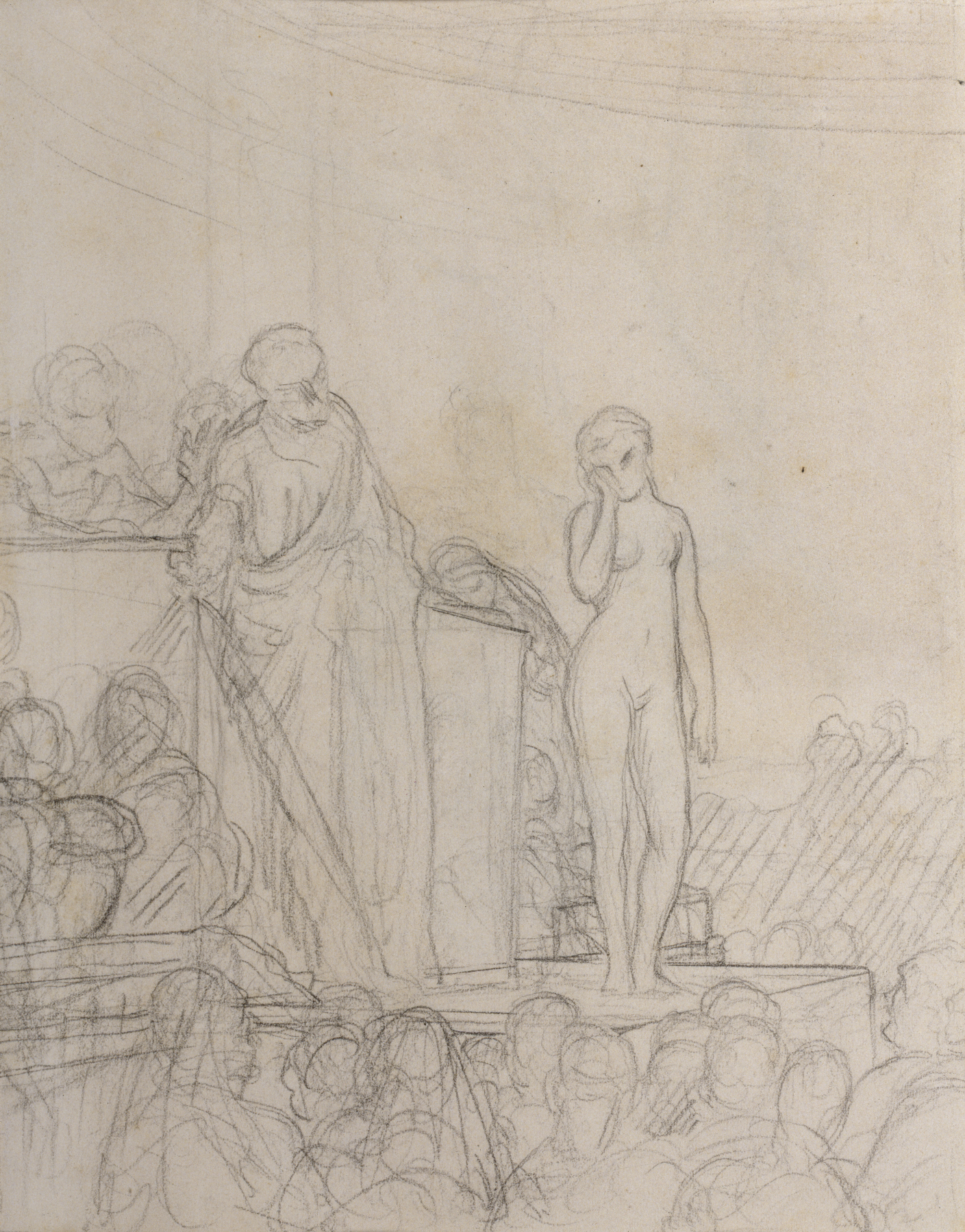
Un estudio para la pintura conservado en el Museo de Arte Walters de Baltimore.

El cuadro está ambientado en un mercado de esclavos en la antigua Roma. En el centro de un alto estrado se encuentra una mujer completamente desnuda que acaba de ser desnudada por el traficante de esclavos que está a su derecha y la muestra a la multitud para que comience la puja. La mujer alza el brazo y se cubre los ojos con la mano derecha por la situación humillante a la que se ve expuesta ante tanta multitud. Otra mujer más joven y morena, también desnuda, se sienta en el suelo y en gesto de temor y protección, trata de cubrirse rodeando con los brazos las piernas.
Detrás de la muchacha sentada en el suelo hay una mujer adulta de pie, envuelta en un manto negro, sosteniendo un bebé. Junto a ella hay dos niños más mayores desnudos, probablemente sus hijos. El rostro de la mujer está nublado por el terror, porque sabe que pronto será subastada y probablemente quedará separada de sus hijos para siempre.
Detrás del puesto, dos hombres registran las ventas, mientras detrás de ellos en la penumbra hay otro grupo de esclavos esperando (entre ellos se observa un anciano y un joven negro).
Esta obra es muy similar al cuadro El mercado romano de esclavos realizado por Gérôme en el mismo año, y que presenta un esquema y composición muy parecidos pero ahora invertidos, con la esclava de espaldas y el público de frente. Gérôme, de hecho, realizó hasta seis cuadros que representan el tema del comercio de esclavos ambientados en el antiguo mundo romano o el Oriente Próximo contemporáneo, plasmando tanto la desesperación de los esclavos puestos a la venta como las poses sensuales de los personajes y el desnudo estético.